# Аюб Ель-Каабі
Аюб Ель-Каабі (араб. أيوب الكعبي; нар. 26 червня 1993, Касабланка) — марокканський футболіст, нападник клубу «Олімпіакос» і національної збірної Марокко.
Найкращий гравець і найкращий бомбардир (9 голів у 6 матчах) чемпіонату африканських націй 2018 року.

## Клубна кар'єра
У дорослому футболі дебютував 2012 року виступами за команду друголігового марокканського клубу «Расінг» (Касабланка), в якій провів п'ять сезонів. 
До складу клубу «Ренессанс Беркан», що представляє найвищий марокканський футбольний дивізіон, приєднався 2017 року.
У 2018 перейшов до китайського клубу «Хебей».
У липні 2019 року на правах оренди перейшов до марокканської команди «Відад». У вересні наступного року оформив з клубом повноцінний контракт на правах вільного агента.
У 2021 році підписав дворічну угоду з турецьким клубом «Хатайспор». 27 лютого 2022 відзначився хет-триком в переможній грі 5–2 проти команди «Єні Малатьяспор».
1 березня 2023 підписав угоду до уінця поточного сезону з катарською командою «Ас-Садд».
6 серпня 2023 року Ель-Каабі підписав контракт з грецьким клубом «Олімпіакос».
2 травня 2024 марокканець оформив хет-трик в переможному матчі Ліги конференцій УЄФА 4–2 проти англійської «Астон Вілли». У фіналі турніру проти італійської «Фіорентіни» Аюб забив переможний гол 1–0. За підсумками тогорічної Ліги конференцій став найкращим бомбардиром маючи в активі 11 забитих м'ячів.

## Виступи за збірну
У січні 2018 року дебютував в офіційних матчах у складі національної збірної Марокко на тогорічному домашньому для марокканців чемпіонаті африканських націй, змаганні, участь у якому беруть збірні з гравців, що представляють клуби внутрішніх чемпіонатів своїх країн. Збірна Марокко стала переможцем цього змагання, а Ель-Каабі виборов звання його найкращого гравця і найкращого бомбардира, забивши 9 з 16 голів своєї команди у 6 матчах турніру. 
У травні того ж 2018 року був включений до заявки марокканської збірної на тогорічний чемпіонат світу в Росії.
| Дата       | Місто           | Господарі                        | Результат  | Гості                            | Турнір                                      | Голи | Примітки |
| ---------- | --------------- | -------------------------------- | ---------- | -------------------------------- | ------------------------------------------- | ---- | -------- |
| 13-1-2018  | Касабланка      | Марокко                          | 4 – 0      | Мавританія                       | Чемпіонат африканських націй 2018           | 2    |          |
| 17-1-2018  | Касабланка      | Марокко                          | 3 – 1      | Гвінея                           | Чемпіонат африканських націй 2018           | 3    |          |
| 21-1-2018  | Касабланка      | Марокко                          | 0 – 0      | Судан                            | Чемпіонат африканських націй 2018           | -    |          |
| 27-1-2018  | Касабланка      | Марокко                          | 2 – 0      | Намібія                          | Чемпіонат африканських націй 2018           | 1    |          |
| 31-1-2018  | Касабланка      | Марокко                          | 3 – 1 д.ч. | Лівія                            | Чемпіонат африканських націй 2018           | 2    |          |
| 4-2-2018   | Касабланка      | Марокко                          | 4 – 0      | Нігерія                          | Чемпіонат африканських націй 2018           | 1    |          |
| 23-3-2018  | Турин           | Марокко                          | 2 – 1      | Сербія                           | товариський матч                            | -    | 92'      |
| 27-3-2018  | Касабланка      | Марокко                          | 2 – 0      | Узбекистан                       | товариський матч                            | 1    | 62'      |
| 4-6-2018   | Женева          | Словаччина                       | 1 – 2      | Марокко                          | товариський матч                            | 1    | 60'      |
| 9-6-2018   | Таллінн         | Естонія                          | 1 – 3      | Марокко                          | товариський матч                            | -    |          |
| 15-06-2018 | Санкт-Петербург | Марокко                          | 0 – 1      | Іран                             | ЧС 2018 - 1-й етап                          | -    | 77'      |
| 20-6-2018  | Москва          | Португалія                       | 1 – 0      | Марокко                          | ЧС 2018 - 1-й етап                          | -    | 69'      |
| 8-9-2018   | Касабланка      | Марокко                          | 3 – 0      | Малаві                           | Відбір до Кубка африканських націй 2019     | -    | 79'      |
| 13-10-2018 | Касабланка      | Марокко                          | 1 – 0      | Коморські Острови                | Відбір до Кубка африканських націй 2019     | -    | 46'      |
| 22-3-2019  | Касабланка      | Малаві                           | 0 – 0      | Марокко                          | Відбір до Кубка африканських націй 2019     | -    | 46'      |
| 19-10-2019 | Беркан          | Марокко                          | 3 – 0      | Алжир                            | товариський матч                            | -    |          |
| 12-1-2021  | Касабланка      | Марокко                          | 1 – 0      | Гвінея                           | товариський матч                            | -    |          |
| 18-1-2021  | Дуала           | Марокко                          | 1 – 0      | Того                             | Чемпіонат африканських націй 2020           | -    | кап.     |
| 22-1-2021  | Дуала           | Марокко                          | 0 – 0      | Руанда                           | Чемпіонат африканських націй 2020           | -    |          |
| 26-1-2021  | Дуала           | Уганда                           | 2 – 5      | Марокко                          | Чемпіонат африканських націй 2020           | 1    | 81'      |
| 31-1-2021  | Дуала           | Марокко                          | 3 – 1      | Замбія                           | Чемпіонат африканських націй 2020           | 1    |          |
| 3-2-2021   | Лімбе           | Марокко                          | 4 – 0      | Камбоджа                         | Чемпіонат африканських націй 2020           | -    |          |
| 7-2-2021   | Яунде           | Малі                             | 0 – 2      | Марокко                          | Чемпіонат африканських націй 2020           | 1    |          |
| 8-6-2021   | Рабат           | Марокко                          | 1 – 0      | Гана                             | товариський матч                            | -    | 88'      |
| 6-10-2021  | Рабат           | Марокко                          | 5 – 0      | Гвінея-Бісау                     | Відбір до ЧС 2022                           | 1    |          |
| 9-10-2021  | Бісау           | Гвінея-Бісау                     | 0 – 3      | Марокко                          | Відбір до ЧС 2022                           | 2    |          |
| 12-10-2021 | Рабат           | Гвінея                           | 1 – 4      | Марокко                          | Відбір до ЧС 2022                           | 1    | 73'      |
| 12-11-2021 | Рабат           | Судан                            | 0 – 3      | Марокко                          | Відбір до ЧС 2022                           | -    | 71'      |
| 16-11-2021 | Рабат           | Марокко                          | 3 – 0      | Гвінея                           | Відбір до ЧС 2022                           | 1    | 85'      |
| 14-1-2022  | Яунде           | Марокко                          | 2 – 0      | Коморські Острови                | Кубок африканських націй 2021 - 1-й етап    | -    | 65'      |
| 18-1-2022  | Яунде           | Габон                            | 2 – 2      | Марокко                          | Кубок африканських націй 2021 - 1-й етап    | -    | 57'      |
| 25-1-2022  | Яунде           | Марокко                          | 2 – 1      | Малаві                           | Кубок африканських націй 2021 - Чвертьфінал | -    | 53'      |
| 25-3-2022  | Кіншаса         | ДР Конго                         | 1 – 1      | Марокко                          | Відбір до ЧС 2022                           | -    | 71'      |
| 29-3-2022  | Касабланка      | Марокко                          | 4 – 1      | ДР Конго                         | Відбір до ЧС 2022                           | -    | 81'      |
| 2-6-2022   | Цинциннаті      | США                              | 3 – 0      | Марокко                          | товариський матч                            | -    | 65'      |
| 9-6-2022   | Рабат           | Марокко                          | 2 – 1      | ПАР                              | Відбір до Кубка африканських націй 2023     | 1    | 60'      |
| 13-6-2022  | Касабланка      | Ліберія                          | 0 – 2      | Марокко                          | Відбір до Кубка африканських націй 2023     | -    | 85'      |
| 12-9-2023  | Ланс            | Марокко                          | 1 – 0      | Буркіна-Фасо                     | товариський матч                            | -    | 86'      |
| 14-10-2023 | Абіджан         | Кот-д'Івуар                      | 1 – 1      | Марокко                          | товариський матч                            | 1    | 77'      |
| 17-10-2023 | Агадір          | Марокко                          | 3 – 0      | Ліберія                          | Відбір до Кубка африканських націй 2023     | 1    | 74'      |
| 21-11-2023 | Дар-ес-Салам    | Танзанія                         | 0 – 2      | Марокко                          | Відбір до ЧС 2026                           | -    | 72'      |
| 17-1-2024  | Сан-Педро       | Марокко                          | 3 – 0      | Танзанія                         | Кубок африканських націй 2023 - 1-й етап    | -    | 81'      |
| 21-1-2024  | Сан-Педро       | Марокко                          | 1 – 1      | ДР Конго                         | Кубок африканських націй 2023 - 1-й етап    | -    | 80'      |
| 24-1-2024  | Сан-Педро       | Замбія                           | 0 – 1      | Марокко                          | Кубок африканських націй 2023 - 1-й етап    | -    | 63'      |
| 30-1-2024  | Сан-Педро       | Марокко                          | 0 – 2      | ПАР                              | Кубок африканських націй 2023 - Чвертьфінал | -    | 69'      |
| 22-3-2024  | Агадір          | Марокко                          | 1 – 0      | Ангола                           | товариський матч                            | -    | 65'      |
| 7-6-2024   | Агадір          | Марокко                          | 2 – 1      | Замбія                           | Відбір до ЧС 2026                           | -    | 64'      |
| 11-6-2024  | Агадір          | Марокко                          | 6 – 0      | Республіка Конго                 | Відбір до ЧС 2026                           | 3    | 61'      |
| 6-9-2024   | Агадір          | Марокко                          | 4 – 1      | Габон                            | Відбір до Кубка африканських націй 2025     | 1    | 68'      |
| 9-9-2024   | Агадір          | Лесото                           | 0 – 1      | Марокко                          | Відбір до Кубка африканських націй 2025     | -    | 57'      |
| 12-10-2024 | Уджда           | Марокко                          | 5 – 0      | Центральноафриканська Республіка | Відбір до Кубка африканських націй 2025     | -    | 65'      |
| 15-10-2024 | Уджда           | Центральноафриканська Республіка | 0 – 4      | Марокко                          | Відбір до Кубка африканських націй 2025     | -    | 80'      |
| Усього     |                 | Матчів                           | 52         |                                  | Голів                                       | 26   |          |

## Титули і досягнення

### Командні
- Чемпіон Марокко: 2020–21
- Чемпіон Греції: 2024–25
- Володар Кубка Греції: 2024–25
- Переможець Ліги конференцій УЄФА: 2023–24

Збірні
- Переможець чемпіонату африканських націй: 2018, 2020

### Особисті
- Найкращий гравець чемпіонату африканських націй: 2018
- Найкращий бомбардир чемпіонату африканських націй: 2018 (9 голів)